# Ética de máximos
La ética de máximos es una rama de la filosofía práctica que conduce a la Ética de la felicidad, el bien y la autorrealización personal intenta dar razón del fenómeno moral a partir de propuestas de vida buena y constituye el momento teleológico de la Ética. Son los ideales de vida buena, los modelos de excelencia que cada persona considera como más perfectos y los que aspira. Ocurre que estos modelos de perfección tienen un carácter individual en el sentido en que no se pueden exigir a todo el mundo, ya que no todos compartimos la misma jerarquía de valores.
Los máximos son el sustento de los mínimos y tienen una prioridad cualitativa, a pesar de que, en la ordenación pacífica de la convivencia, los mínimos tengan una prioridad estructural evidente, pues su implantación es el medio de articulación de los canales de desarrollo de los máximos. De ahí la necesaria complementación entre ambos.

## Características
- Ideal de felicidad o vida buena.
- No universales
- Subjetivas
- Individuales
- "Lo que me da bienestar"